# Edgar Sanabria
Edgar Sanabria Arcia (Caracas, 3 de outubro de 1911 — 24 de abril de 1989) foi um advogado, professor, diplomata e político venezuelano que atuou como presidente provisório da Venezuela de 1958 a 1959, logo após a queda da ditadura de Marcos Pérez Jiménez.

## Começo de vida e carreira
Sanabria nasceu em Caracas, filho de Gorge Sanabria Bruzal e Magdalena Arcia. Formou-se na Universidade Central da Venezuela em 1935 e no ano seguinte, ele se tornou professor de treinamento de professores no Instituto Pedagógico de Caracas. Em 1936, recebeu o Prêmio Andrés Bello da Academia Venezuelana de Línguas por seu trabalho sobre o escritor zuliano Rafael María Baralt.
Entre 1940 e 1941, trabalhou como professor na Escola Secundária Andrés Bello e na Universidade Central da Venezuela (UCV). Entre 1936 e 1958 lecionou Direito Civil e Direito e sua História na UCV. Em reconhecimento ao seu trabalho, foi selecionado em 1940 como membro titular da Academia da Língua Espanhola.
Sanabria ocupou o cargo de vice-diretor do Ministério da Educação em 1944, foi membro do Conselho da Faculdade de Direito da UCV e professor de Direito Romano na Universidade Católica Andrés Bello por quatro anos, bem como na Universidade de Santa María por três anos. Ele também lecionou na Escuela de las Fuerzas Armadas de Cooperación (Escola das Forças Armadas de Cooperação) (EFOFAC).

## Presidente provisório da Venezuela (1958 – 1959)

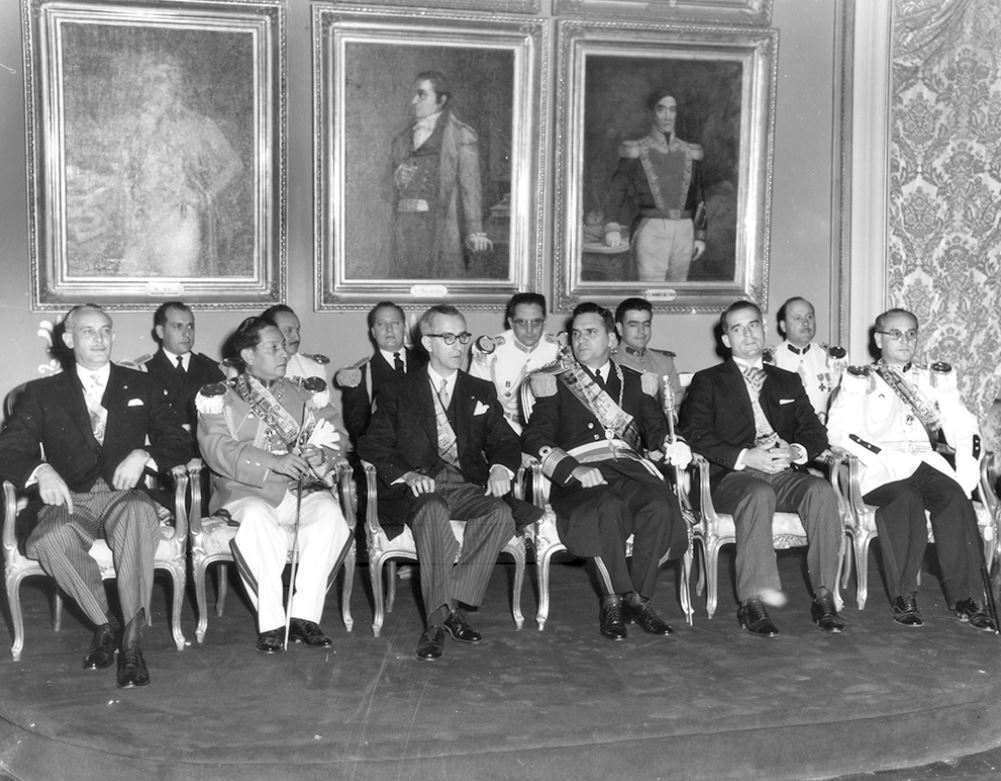
Edgar Sanabria substituiu o Contra-Almirante Wolfgang Larrazábal como Presidente da Junta de Governo em 1958.

Após a queda do regime ditatorial de Marcos Pérez Jiménez em 23 de janeiro de 1958, Edgar Sanabria foi membro da junta provisória do governo que assumiu o poder. Sanabria substituiu o contra-almirante Wolfgang Larrazábal como presidente dessa junta governamental após ele decidir concorrer às eleições sob o Pacto de Punto Fijo em 18 de novembro de 1958.
Durante a presidência interina, foi aprovada a Lei Complementar de Impostos, que aumentou a alíquota de impostos sobre as empresas petrolíferas de 50 para 60%. Ele também aprovou a Lei das Universidades, que restabeleceu o estatuto da autonomia universitária e a inviolabilidade de suas instalações por qualquer órgão de segurança do Estado. Em 12 de dezembro de 1958, ele emitiu o Decreto nº 473, que criou o Parque Nacional El Ávila, cobrindo uma área de 66.192 hectares, com o objetivo de conservar a beleza cênica, a fauna, a flora e a biodiversidade. Em 9 de fevereiro de 1959, ele emitiu o Decreto nº 521, publicado no Diário Oficial nº 25.883, criando o Instituto Venezuelano de Pesquisas Científicas.
Os resultados das eleições presidenciais de 7 de dezembro de 1958 consolidaram a vitória de Rómulo Betancourt, do partido Ação Democrática, com Larrazábal, que foi apoiado pela União Republicana Democrática, Partido Comunista da Venezuela e outros partidos políticos em segundo lugar, seguido pelo COPEI, com seu candidato Rafael Caldera em terceiro. Em 23 de janeiro de 1959, ele recebeu Fidel Castro na comemoração do primeiro aniversário da derrubada de Pérez Jiménez. Em 18 de fevereiro de 1959, Sanabria entregou o poder a Betancourt, em uma sessão conjunta do Congresso Nacional.

## Pós presidência

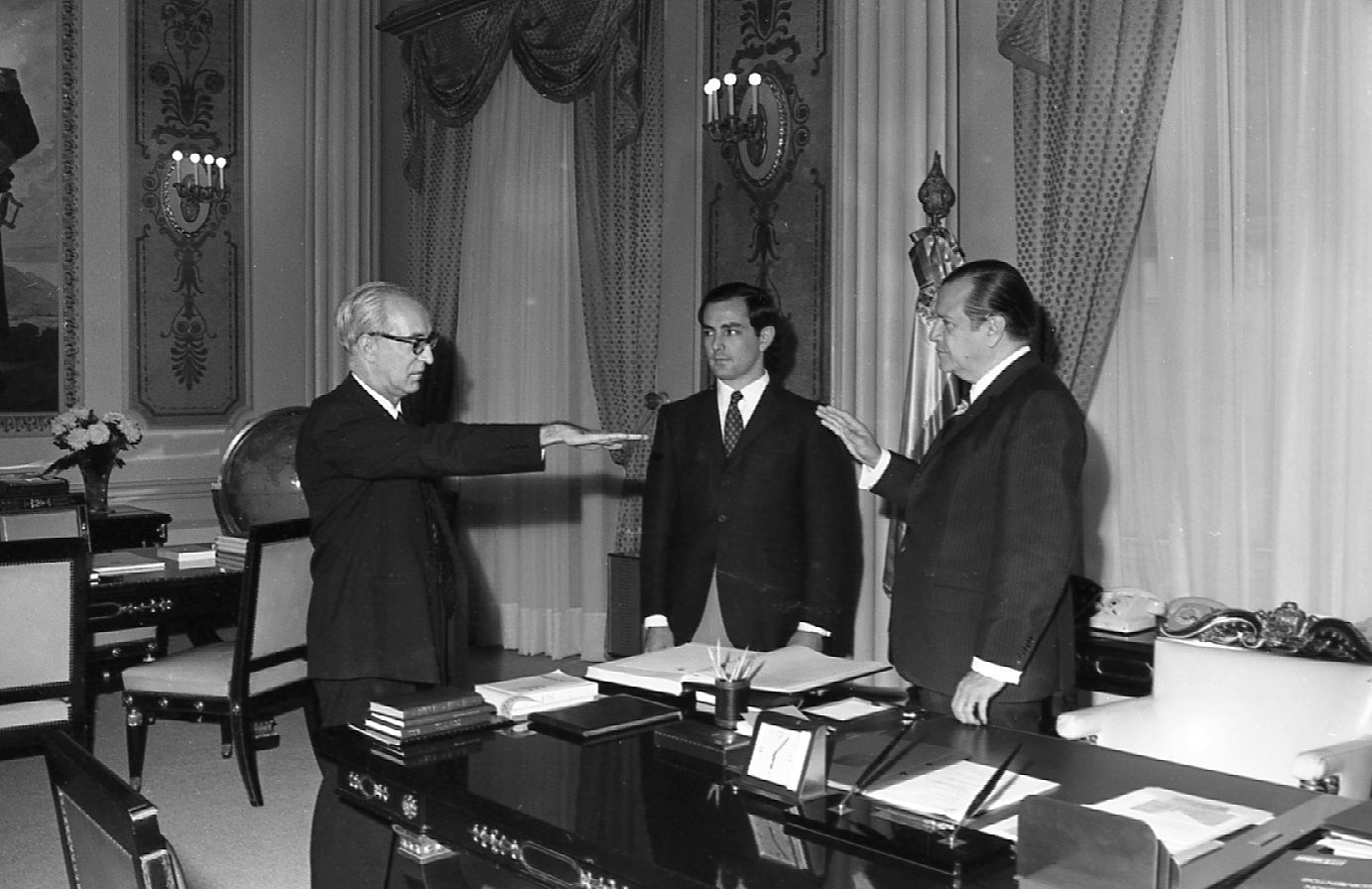
Édgar Sanabria sendo empossado por Rafael Caldera como comissário especial da Presidência da Venezuela.

Sanabria, ocupou vários cargos no corpo diplomático venezuelano e serviu como embaixador da Venezuela na Santa Sé (1959-1963), na Suíça (1964-1968) e na Áustria (1968-1970). Em 28 de outubro de 1969, foi nomeado por Rafael Caldera para o cargo de Comissário Especial da Presidência.

## Morte
Em 1985, Sanabria sofreu um acidente vascular celebral e isso, juntamente com discussões conjugais, levou-o a morar com seu irmão. Em 24 de abril de 1989, Edgar Sanabria sofreu um segundo derrame que acabou com sua vida aos 77 anos de idade. Seus restos mortais foram enterrados no Salón Elíptico do Palácio Legislativo Federal, e o então presidente Carlos Andrés Pérez decretou três dias de luto oficial e o hasteamento da bandeira a meio mastro em todos os prédios do governo.